# Oonopidae
Famille
Les Oonopidae sont une famille d'araignées aranéomorphes.

## Distribution

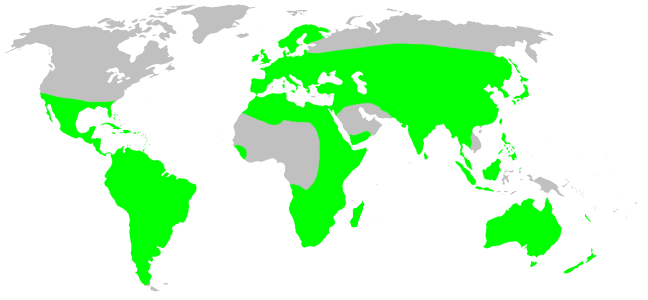
Distribution

Les espèces de cette famille se rencontrent sur la plupart des continents sauf dans le nord de l'Amérique du Nord et dans les zones polaires.

## Description
Les Oonopidae sont des araignées haplogynes errantes de mœurs nocturnes. À cause de leur petite taille de 1 à 3 mm et de leur couleur rose-rougeâtre, ces araignées ressemblent aux acariens. On les trouve dans les maisons ou dans les détritus.
Les membres de cette famille ne tissent pas de toiles.

## Paléontologie
Cette famille est connue depuis le Crétacé.

## Liste des genres
Selon World Spider Catalog (version 22.5, 09/08/2021) :
- Amazoonops Ott, Ruiz, Brescovit & Bonaldo, 2017
- Anophthalmoonops Benoit, 1976
- Antoonops Fannes & Jocqué, 2008
- Aposphragisma Thoma, 2014
- Aprusia Simon, 1893
- Aschnaoonops Makhan & Ezzatpanah, 2011
- Australoonops Hewitt, 1915
- Bannana Tong & Li, 2015
- Bidysderina Platnick, Dupérré, Berniker & Bonaldo, 2013
- Bipoonops Bolzern, 2014
- Birabenella Grismado, 2010
- Blanioonops Simon & Fage, 1922
- Brignolia Dumitrescu & Georgescu, 1983
- Caecoonops Benoit, 1964
- Camptoscaphiella Caporiacco, 1934
- Cavisternum Baehr, Harvey & Smith, 2010
- Cinetomorpha Simon, 1892
- Cortestina Knoflach, 2009
- Costarina Platnick & Dupérré, 2011
- Cousinea Saaristo, 2001
- Coxapopha Platnick, 2000
- Dalmasula Platnick, Szűts & Ubick, 2012
- Diblemma O. Pickard-Cambridge, 1908
- Dysderina Simon, 1892
- Dysderoides Fage, 1946
- Emboonops Bolzern, Platnick & Berniker, 2015
- Escaphiella Platnick & Dupérré, 2009
- Farqua Saaristo, 2001
- Gamasomorpha Karsch, 1881
- Gradunguloonops Grismado, Izquierdo, González M. & Ramírez, 2015
- Grymeus Harvey, 1987
- Guaraguaoonops Brescovit, Rheims & Bonaldo, 2012
- Guatemoonops Bolzern, Platnick & Berniker, 2015
- Heteroonops Dalmas, 1916
- Hexapopha Platnick, Berniker & Víquez, 2014
- Himalayana Grismado, 2014
- Hortoonops Platnick & Dupérré, 2012
- Hypnoonops Benoit, 1977
- Ischnothyreus Simon, 1893
- Kachinia Tong & Li, 2018
- Kapitia Forster, 1956
- Khamiscar Platnick & Berniker, 2015
- Khamisia Saaristo & van Harten, 2006
- Khamisina Platnick & Berniker, 2015
- Khamisoides Platnick & Berniker, 2015
- Kijabe Berland, 1914
- Lionneta Benoit, 1979
- Longoonops Platnick & Dupérré, 2010
- Malagiella Ubick & Griswold, 2011
- Megabulbus Saaristo, 2007
- Megaoonops Saaristo, 2007
- Melchisedec Fannes, 2010
- Molotra Ubick & Griswold, 2011
- Neotrops Grismado & Ramírez, 2013
- Neoxyphinus Birabén, 1953
- Nephrochirus Simon, 1910
- Niarchos Platnick & Dupérré, 2010
- Noideattella Álvarez-Padilla, Ubick & Griswold, 2012
- Noonops Platnick & Berniker, 2013
- Oonopinus Simon, 1893
- Oonopoides Bryant, 1940
- Oonops Templeton, 1835
- Opopaea Simon, 1892
- Orchestina Simon, 1882
- Ovobulbus Saaristo, 2007
- Paradysderina Platnick & Dupérré, 2011
- Paramolotra Tong & Li, 2021
- Patri Saaristo, 2001
- Pelicinus Simon, 1892
- Pescennina Simon, 1903
- Plectoptilus Simon, 1905
- Ponsoonops Bolzern, 2014
- Predatoroonops Brescovit, Rheims & Ott, 2012
- Prethopalpus Baehr, Harvey, Burger & Thoma, 2012
- Prida Saaristo, 2001
- Prodysderina Platnick, Dupérré, Berniker & Bonaldo, 2013
- Promolotra Tong & Li, 2020
- Pseudodysderina Platnick, Berniker & Bonaldo, 2013
- Pseudoscaphiella Simon, 1907
- Puan Izquierdo, 2012
- Reductoonops Platnick & Berniker, 2014
- Scaphidysderina Platnick & Dupérré, 2011
- Scaphiella Simon, 1892
- Scaphioides Bryant, 1942
- Scaphios Platnick & Dupérré, 2010
- Semibulbus Saaristo, 2007
- Semidysderina Platnick & Dupérré, 2011
- Setayeshoonops Makhan & Ezzatpanah, 2011
- Sicariomorpha Ott & Harvey, 2015
- Silhouettella Benoit, 1979
- Simlops Bonaldo, Ott & Ruiz, 2014
- Simonoonops Harvey, 2002
- Socotroonops Saaristo & van Harten, 2002
- Spinestis Saaristo & Marusik, 2009
- Stenoonops Simon, 1892
- Sulsula Simon, 1882
- Tapinesthis Simon, 1914
- Telchius Simon, 1893
- Termitoonops Benoit, 1964
- Tinadysderina Platnick, Berniker & Bonaldo, 2013
- Tolegnaro Álvarez-Padilla, Ubick & Griswold, 2012
- Toloonops Bolzern, Platnick & Berniker, 2015
- Triaeris Simon, 1892
- Tridysderina Platnick, Berniker & Bonaldo, 2013
- Trilacuna Tong & Li, 2007
- Unicorn Platnick & Brescovit, 1995
- Varioonops Bolzern & Platnick, 2013
- Vientianea Tong & Li, 2013
- Volborattella Saucedo & Ubick, 2015
- Wanops Chamberlin & Ivie, 1938
- Xestaspis Simon, 1885
- Xiombarg Brignoli, 1979
- Xyccarph Brignoli, 1978
- Xyphinus Simon, 1893
- Zyngoonops Benoit, 1977

Selon World Spider Catalog (version 23.5, 2023) :
- † Burmorchestina Wunderlich, 2008
- † Canadaorchestina Wunderlich, 2008
- † Fossilopaea Wunderlich, 1988

## Systématique et taxinomie
Cette famille a été décrite par Simon en 1890.
Cette famille rassemble 1 940 espèces actuelles dans 115 genres actuels.

## Publication originale
- Simon, 1890 : « Études arachnologiques. 22e Mémoire. XXXIV. Étude sur les arachnides de l'Yemen. » Annales de la Société Entomologique de France, sér. 6, vol. 10, p. 77-124 (texte intégral).